# Bitva o Bir Hakeim

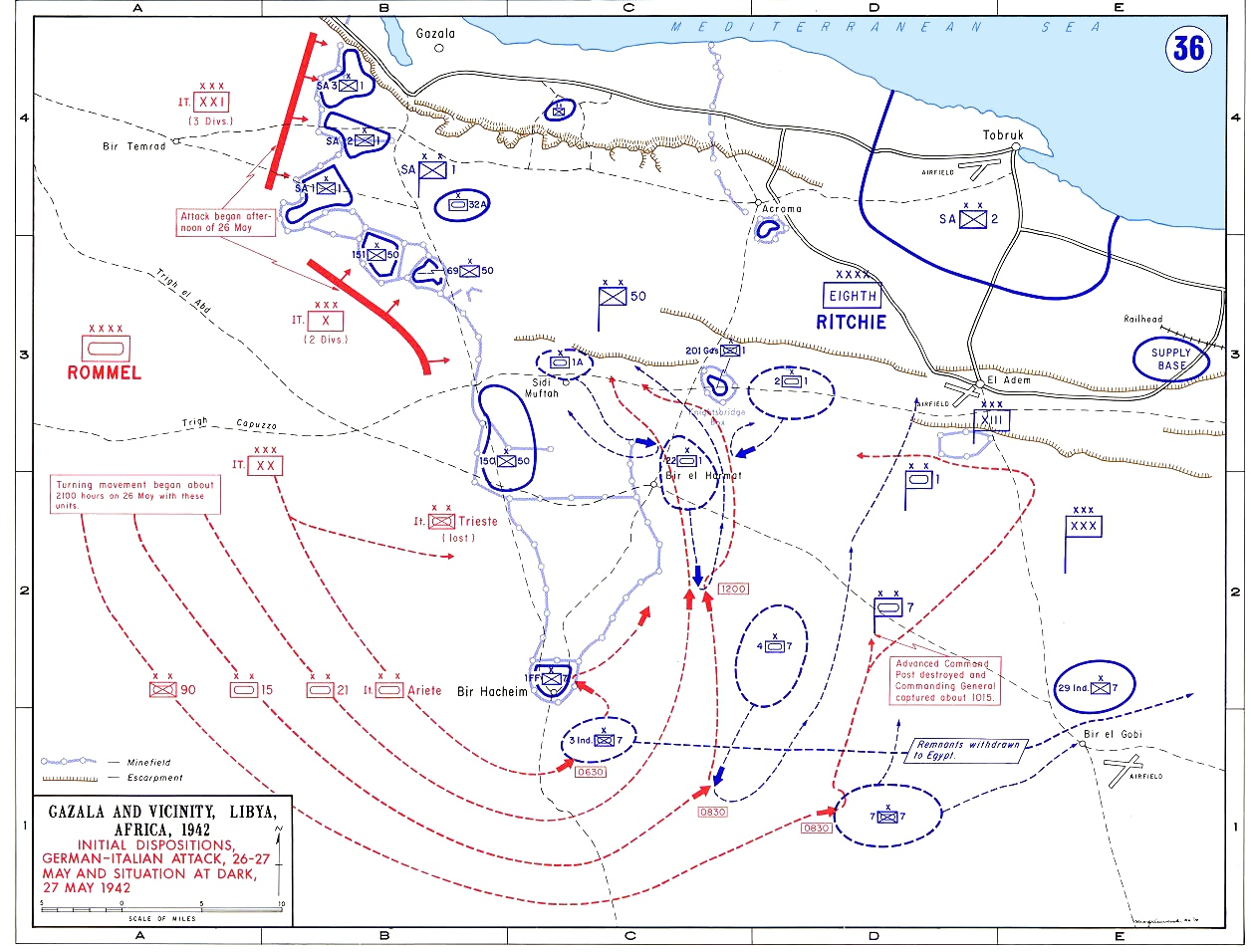
Mapa bitvy o Bir Hakeim (dole uprostřed) a Tobruk (vpravo nahoře)

Bitva o Bir Hakeim bylo první významné střetnutí Svobodných Francouzů ve druhé světové válce. Odehrálo se od 26. května do 11. června 1942 asi 80 km jihozápadně od Tobruku v Libyi, blízko egyptských hranic a skončilo porážkou Francouzů.

## Popis
Bir Hakeim je osamělá oáza v Západní poušti a dřívější turecká pevnost. Během bitvy o Gazalu se zde 1. brigáda Svobodné Francie brigádního generála Marie Pierre Kœniga čtrnáct dní bránila přesile německých a italských sil pod velením generálplukovníka Erwina Rommela, než před hrozbou obklíčení spořádaně ustoupila. Později byla bitva propagandisticky využita všemi zúčastněnými stranami. Pod náporem Rommelových sil o deset dnů později padl Tobruk a Rommelův nápor pokračoval navzdory zadržovacím akcím, dokud nebyl v červenci zastaven Brity v první bitvě u El Alameinu. Tehdy dosáhly síly Osy největších územních zisků během severoafrického tažení.

## Význam
Bir Hakeim sice padl, vojska Osy však utrpěla velké ztráty a jejich postup se zdržel. Během té doby se britské jednotky mohly po předchozích porážkách opět soustředit a Svobodní Francouzi si získali u spojeneckého velení autoritu, která pomohla k jejich politickému uznání.

## Osobnosti účastnící se bitvy
- Pierre Messmer – pozdější gaullistický ministerský předseda Francie
- Admirál Walter Cowan
- Richard Zdráhala – společně s Františkem Fajtlem sepsal o bitvě u Bir Hakeimu knihu Válčil jsem v poušti
- Otto Wagner[8]